# Edwige de Gudensberg
Edwige de Gudensberg, aussi connue sous le nom de Edwige de Hesse (1098 – 1148) est un membre de la famille Gison.
Elle est la fille et l'héritière de Gison IV de Gudensberg (1070 – 12 mars 1122), comte de Gudensberg et de Hesse et de son épouse Cunégonde de Bilstein (décédée vers 1138-1140).
Edwige se marie en 1110 avec Louis Ier de Thuringe, fils du comte Louis le Sauteur de Thuringe. Son époux est élevé à la dignité de landgrave de Thuringe en 1131. Après la disparition de son frère Gison V de Gudensberg, le comté de Hesse, ainsi que les vastes possessions des Gison échoient à Edwige et à son époux et donc sont attachés à la branche Thuringe de la dynastie des Ludowinges.
En 1122, la mère d'Edwige, Cunégonde se remarie avec Henri Raspe I qui est le jeune frère de Louis Ier de Thuringe. Cunégonde devient ainsi la belle-sœur de sa fille. Avec ces deux mariages, les comtes de Thuringe héritent de vastes territoires :
- Les possessions de la famille des Gison au nord de Marbourg, en particulier le bailliage de Wetter ;
- Une grande partie de la seigneurie de Bilstein, au sud de Marbourg, ainsi que le bailliage de l'abbaye d'Hersfeld ;
- les possessions des comtes de Werner. Cette famille s'est éteinte en 1121 et les parents d'Edwige ont hérité de leurs biens comprenant entre autres, le comté de Maden-Gudensberg, les bailliages de la cathédrale de Fritzlar, de l'abbaye d'Hasungen et de l'abbaye de Breitenau.

En 1128, Edwige donne naissance à son fils Louis II de Thuringe.
En 1140, Louis Ier meurt et le roi Conrad III de Hohenstaufen inféode la Landgraviat au jeune Louis II âgé de 12 ans, dont Edwige assure la régence pendant la minorité de l'enfant.
En 1148, Edwige et son second fils, Henri Raspe II, fondent l'abbaye d'Ahnaberg. À cette époque, Henri administre les biens que les Ludowinge possèdent dans la Hesse.
Un village situé à proximité de cette abbaye se développe et devient la ville de Cassel, capitale de la Hesse au XIIIe siècle.

## Descendants
- Louis II de Thuringe, né en 1128 – mort le 14 octobre 1172, landgrave de Thuringe ;
- Henri Raspe II, né vers 1130 – mort vers 1155-57 ;
- Judith de Thuringe, née vers 1135 – morte un 9 décembre après 1174, épouse du roi de Bohême Vladislav II, reine consort de Bohême.